# Luwisch

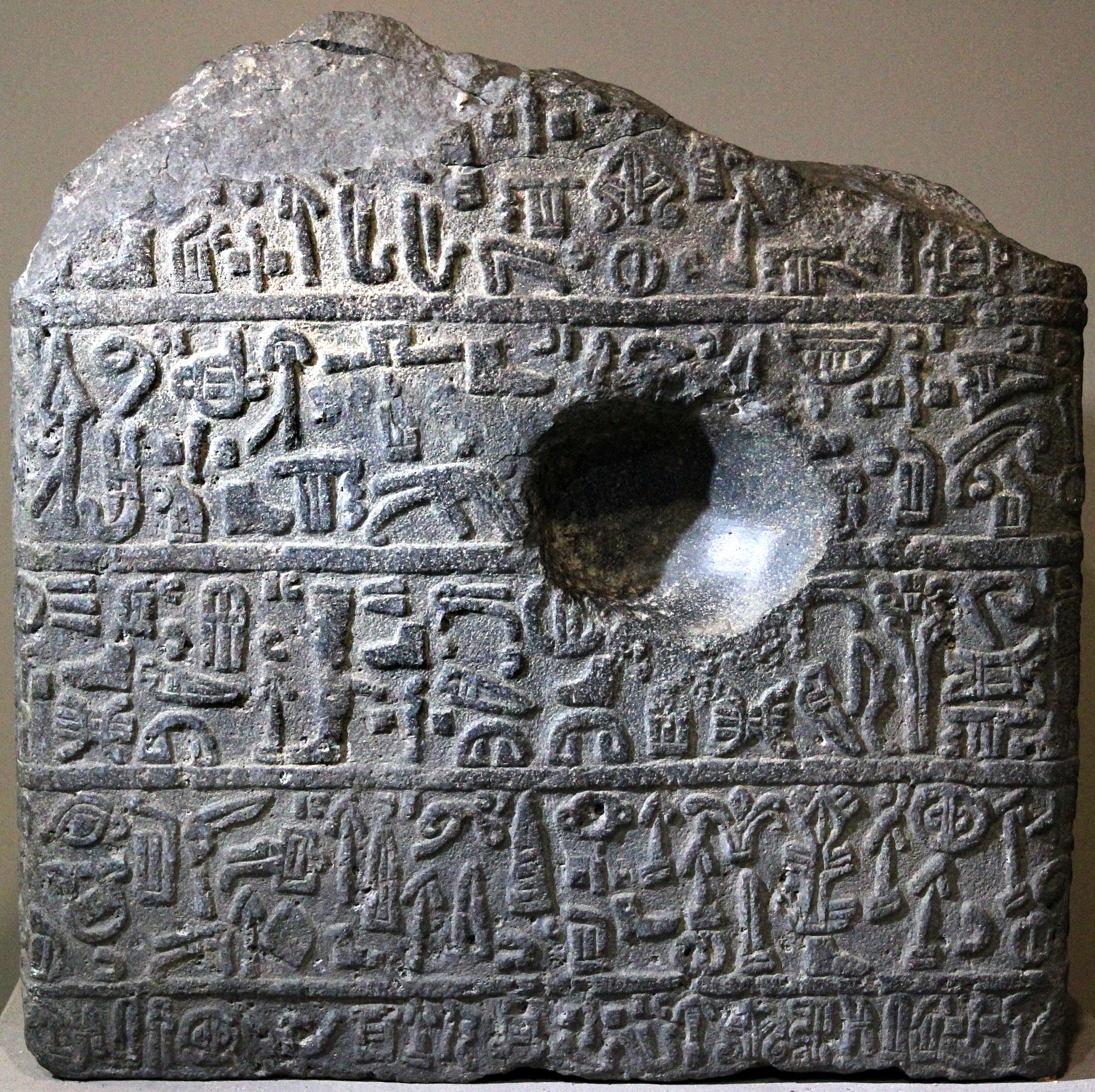
Hiërogliefisch Luwisch op de stèle van Aksaray

Luwisch, Luvisch of Luvili (Frans: Louvite) is een taal die behoort tot de Anatolische tak van het Indo-Europees en die gesproken werd in delen van Anatolië en het later ook het noorden van Syrië. Twee varianten van het Luwisch, Spijkerschrift-Luwisch en Hiëroglifisch Luwisch, hebben elk een eigen ISO 639-3 code, en worden soms gezien als twee aparte talen.
De huidige wetenschappelijke consensus is dat Luwisch in het 2e millennium v.Chr. in meerdere of mindere mate gesproken werd in grote delen van West-Anatolië. Zo gaan velen ervan uit dat de Zuidwest-Anatolische staat of federatie Arzawa voornamelijk Luwisch was, en ook in Troje werd mogelijk Luwisch gesproken. Vanaf de 14e eeuw v.Chr. vormden sprekers van Luwisch waarschijnlijk de meerderheid in de Hettitische hoofdstad Hattusa. Na de val van het Hettitische rijk (ca. 1180 v.Chr.) bleef Luwisch gesproken worden in de Neo-Hettitische vorstendommen in Syrië zoals Karkemish, en ten noorden daarvan in het Anatolische koninkrijk Tabal. In dit gebied stierf de taal rond 600 v.Chr. uit. In Centraal-Anatolië werd het Luwisch na de val van het Hettitische rijk verdrongen door het Frygisch, een taal die mogelijk met de invasie van de Zeevolken Anatolië binnenkwam. Langs de zuidkust werden in het 1e millennium v.Chr. verschillende nauw aan het Luwisch verwante talen gesproken: Lycisch, Milyaans, Karisch, Pisidisch en Sidetisch, die met het Luwisch de Luwische subgroep van de Anatolische talen vormen. Deze talen stammen, met uitzondering van het Karisch, mogelijk af van het Luwisch uit het 2e millennium v.Chr.
Het oudst bewaard gebleven Luwisch bestaat uit namen en titels uit de Oud-Hettitische periode (ca. 1650-1580 v.Chr.). De eerste langere teksten in het Luwisch verschijnen vanaf de tijd van het Hettitische Nieuwe Rijk (ca. 1400-1190 v.Chr.). De teksten behoren tot twee varianten: Hiëroglifisch Luwisch, geschreven in Anatolische hiërogliefen, en Spijkerschrift-Luwisch. Luwische teksten in spijkerschrift, gevonden in de archieven van Hattusa, hebben voornamelijk een rituele inhoud. Hiëroglifisch Luwisch komt voor het eerst voor op officiële zegels uit het vroege 2e millennium v.Chr. Vanaf de 14e eeuw functioneren de Anatolische hiërogliefen als een volledig schrift, waarna het gebruikt wordt tot het in de vroege 7e eeuw v.Chr. verdrongen wordt door alfabetische schriften.
De Anatolische hiërogliefen werden in 1870 ontdekt en kort geleden ontcijferd. In tegenstelling tot het Hettitisch en het Palaïsch werd het Luwisch niet sterk beïnvloed door het Hattisch.
De Luwische taal of een dochtertaal ervan, het Isaurisch is waarschijnlijk nog gesproken in het Isaurië van de Romeinse en vroeg-Byzantijnse tijd te oordelen naar de grafopschriften in het vaak opstandige hoogland van wat voorheen Hilakku genoemd werd.